# Sagalassa
Sagalassa är ett släkte av fjärilar. Sagalassa ingår i familjen Brachodidae.

## Dottertaxa tillSagalassa, i alfabetisk ordning[1]
- Sagalassa aequalis
- Sagalassa ambigua
- Sagalassa ampla
- Sagalassa androgyna
- Sagalassa anthomera
- Sagalassa apiscota
- Sagalassa atychioides
- Sagalassa basichrysa
- Sagalassa buprestoides
- Sagalassa centropis
- Sagalassa chrysauge
- Sagalassa coleoptrata
- Sagalassa compulsana
- Sagalassa conspersa
- Sagalassa crassalis
- Sagalassa cryptoleucella
- Sagalassa cryptopyrrhella
- Sagalassa desmotoma
- Sagalassa diabolus
- Sagalassa emplecta
- Sagalassa eubrachycera
- Sagalassa falsissima
- Sagalassa heterozyga
- Sagalassa holodisca
- Sagalassa homotona
- Sagalassa isomacha
- Sagalassa leucopis
- Sagalassa lilacina
- Sagalassa lygropis
- Sagalassa mesochrysa
- Sagalassa metallica
- Sagalassa micrastra
- Sagalassa nephelospila
- Sagalassa olivacea
- Sagalassa omichleutis
- Sagalassa orthaula
- Sagalassa orthochorda
- Sagalassa pammelas
- Sagalassa platysema
- Sagalassa poecilota
- Sagalassa querula
- Sagalassa resumptana
- Sagalassa robusta
- Sagalassa triphaenoides
- Sagalassa valida